# 武吉次朗
武吉 次朗（たけよし じろう、1932年 - 2020年4月11日）は、日本の中国語翻訳・通訳者。

## 経歴
中国人民大学卒業。1958年中国から帰国。日本国際貿易促進協会事務局勤務。1980年同協会常務理事。1990年摂南大学国際言語文化学部教授となる。2003年定年退職。2008年より日中翻訳学院にて中文和訳講座「武吉塾」を主宰。

## 著書
- 『中国語翻訳・通訳ハンドブック』東方書店, 1984
- 『変わる中国、変わらぬ中国』東方書店, 1986
- 『中国語ビジネスレターテキスト』光生館, 1990
- 『日中中日翻訳必携 翻訳の達人が軽妙に明かすノウハウ』日本僑報社, 2007
- 『日中中日翻訳必携 実戦編 (よりよい訳文のテクニック)』日本僑報社, 2014
- 『日中中日翻訳必携 実戦編2』日本僑報社, 2016
- 『日中中日翻訳必携 実戦編4 こなれた訳文に仕上げるコツ』編著 日本僑報社, 2018

### 共編著
- 『新編・東方中国語講座 第4巻  翻訳篇』遠藤紹徳共編著 東方書店, 1990
- 『現代中国30章』中野謙二共著. 大修館書店, 1994
- 『中国today 中国を読む20のトピック (中国語中級テキスト)』張黎共編著. 東方書店, 1996

### 翻訳
- 葛象賢, 屈維英『盲流 中国の出稼ぎ熱とそのゆくえ』東方書店, 1993
- 謝徳禄『大破産中国の国有企業改革』東方書店, 1997
- 中国中日関係史学会 編『新中国に貢献した日本人たち 友情で綴る戦後史の一コマ』正・続　日本僑報社, 2003-2005
- 袁偉時『中国の歴史教科書問題 『氷点』事件の記録と反省』日本僑報社, 2006
  - 　袁偉時『中国の歴史教科書問題 偏狭なナショナリズムの危険性 新版』日本僑報社, 2012
- 李大同『『氷点』は読者とともに いま明かす苦闘の歳月』監訳, 久保井真愛訳. 日本僑報社, 2006
- 孫平化『中日友好随想録 孫平化が記録する中日関係』日本経済新聞出版社, 2012
- 『習近平はかく語りき 中国国家主席珠玉のスピーチ集』人民日報評論部編, 監訳, 日中翻訳学院訳. 日本僑報社, 2018.12